# Guttera pucherani
Gà sao ngù đen (Guttera pucherani) là một loài chim trong họ Numididae.

## Hình ảnh

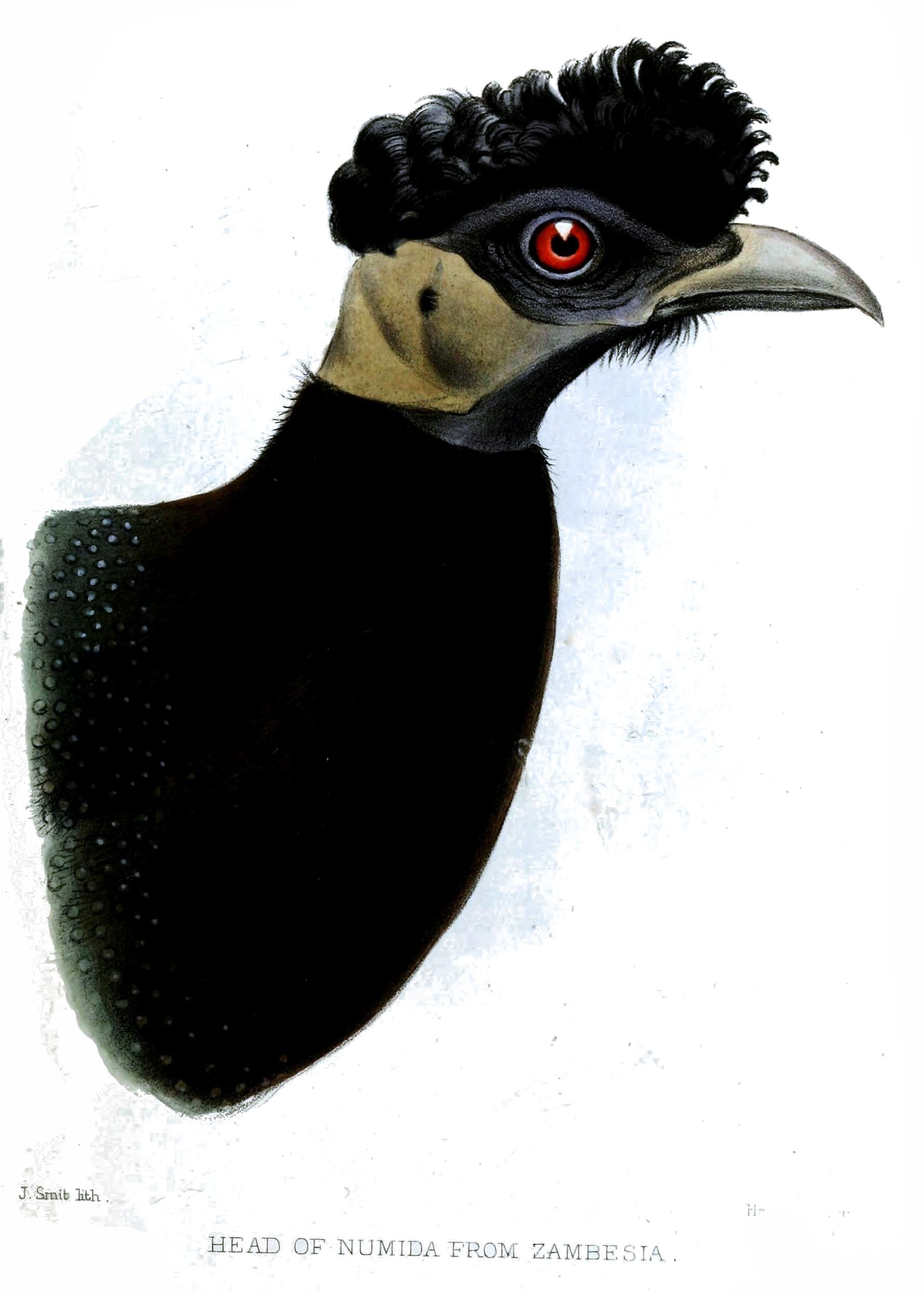
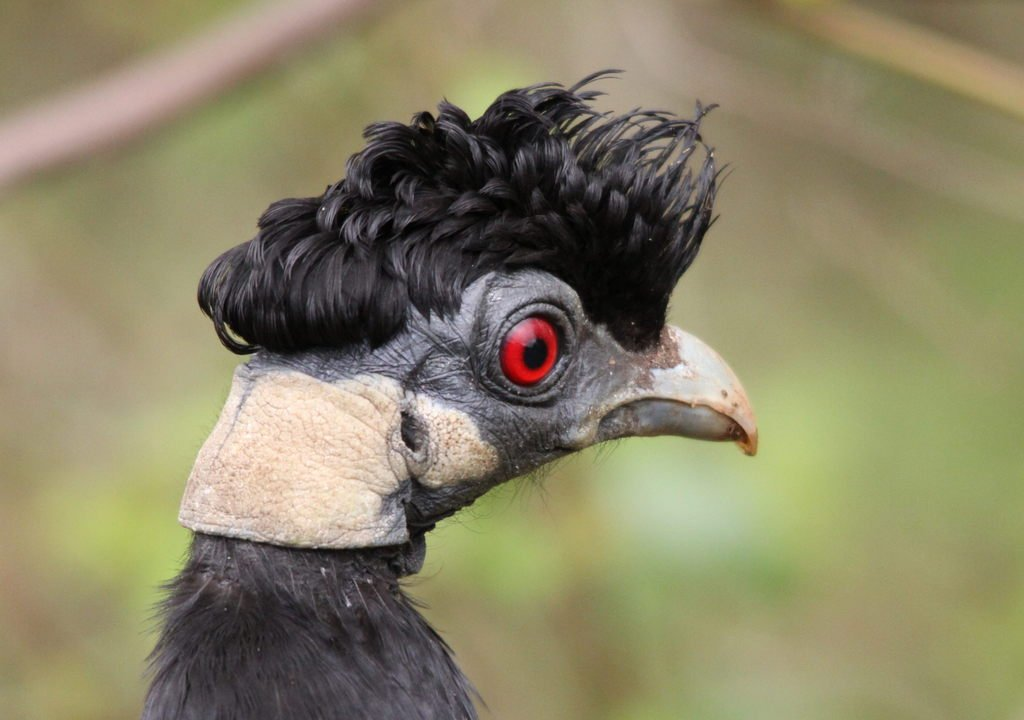
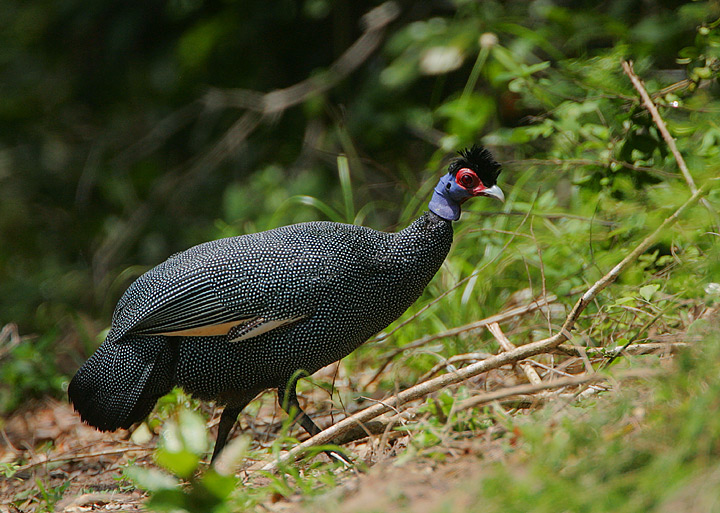
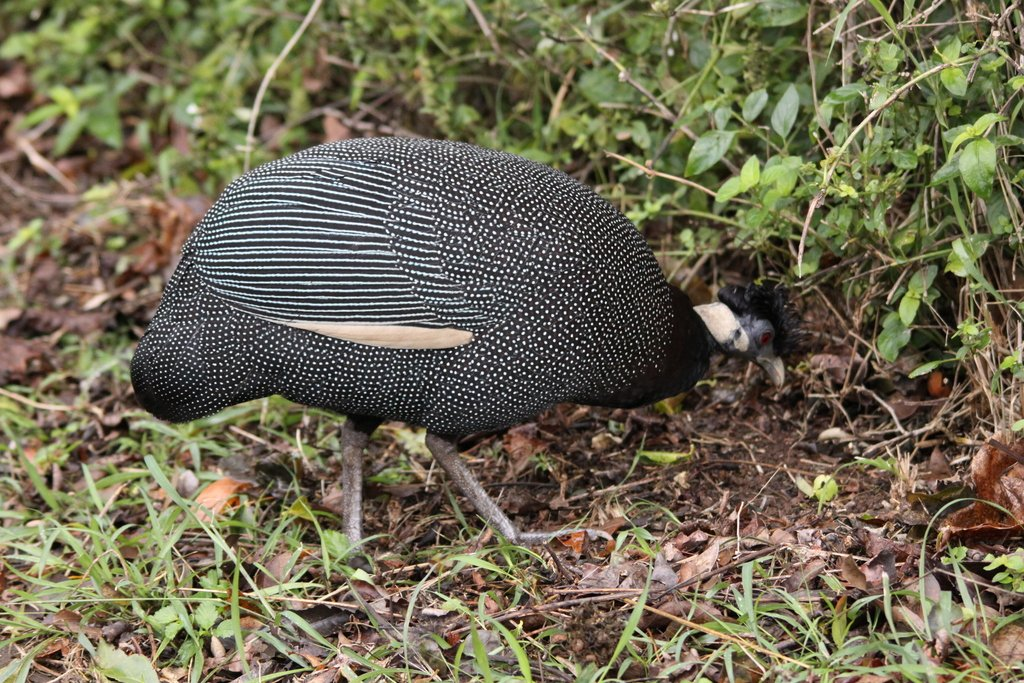
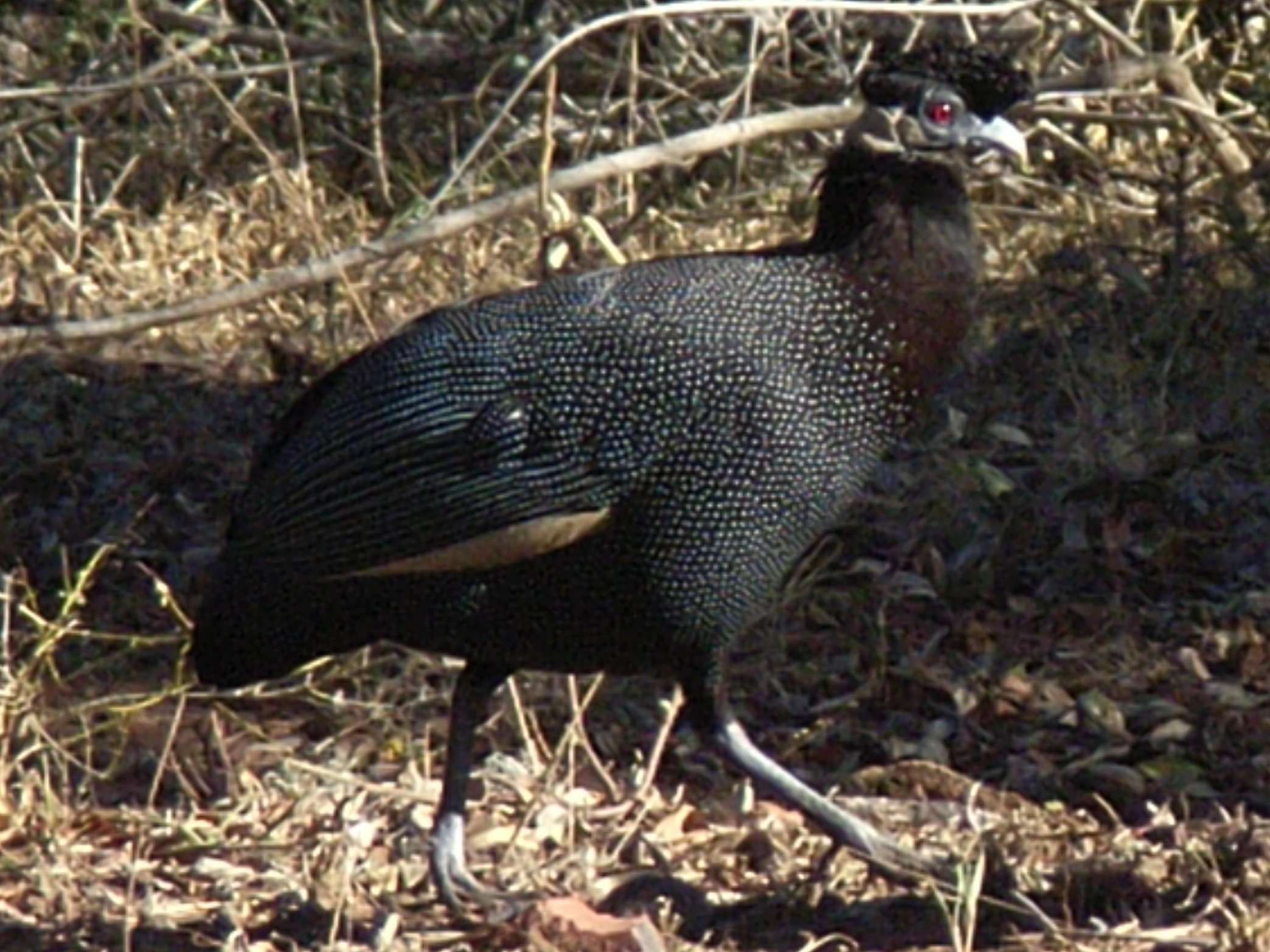